# Teizó Takeuči
Teizó Takeuči (12. duben 1908 – 6. listopad 1946) byl japonský fotbalista.

## Reprezentační kariéra
Odehrál 4 reprezentační utkání. S japonskou reprezentací se zúčastnil Letních olympijských her 1936.

## Statistiky
| Japonsko | Japonsko | Japonsko |
| Roky     | Záp.     | Góly     |
| -------- | -------- | -------- |
| 1930     | 2        | 0        |
| 1931     | 0        | 0        |
| 1932     | 0        | 0        |
| 1933     | 0        | 0        |
| 1934     | 0        | 0        |
| 1935     | 0        | 0        |
| 1936     | 2        | 0        |
| Celkem   | 4        | 0        |